# James Davies
James Davies (Carmarthen, 25 de outubro de 1990) é um jogador de rugby sevens galês, medalhista olímpico

## Carreira
James Davies integrou o elenco da Seleção Britânica de Rugbi de Sevens, na Rio 2016, conquistando a medalha de prata.